# Pinswang (Austria)
Pinswang – gmina w Austrii, w kraju związkowym Tyrol, w powiecie Reutte. Według Austriackiego Urzędu Statystycznego liczyła 406 mieszkańców (1 stycznia 2015).